# Montserrat Vinyets i Pagès
Montserrat Vinyets i Pagès (Sant Celoni, 1977) és una advocada i política catalana resident a Girona, implicada en la lluita ecologista i la defensa mediambiental.
Vinyets va actuar com acusació particular en representació de la Candidatura d'Unitat Popular contra els directius de CatalunyaCaixa, com l'exministre Narcís Serra i l'empresari Adolf Todó, per administració deslleial en el cas dels sobresous de l'entitat bancària amb diners públics destapat el 2013. També ha exercit com a defensa d'Alexis Codina, un dels membres dels Comitès de Defensa de la República empresonats i encausats en l'Operació Judes. A més, ha representat la CUP en el cas AGISSA, on s'investiguen suposades irregularitats comeses pels socis de la part privada de l'empresa mixta Aigües de Girona.
De cara a les eleccions al Parlament de Catalunya de 2021, va ocupar el segon lloc de la llista de la CUP-Guanyem per la circumscripció de Girona, resultant electa.